# All Gone Dead
All Gone Dead (с англ. — «Все умерли») — британский музыкальный коллектив, исполнявший готик-рок и дэт-рок. Был активен с 2004 по 2008 годы.

## История
Группа была основана в начале 2004 года Стичем (Stich), бывшим участником Tragic Black, известной готической моделью Дарлин «Барб» Грэйв (Djane Darlin' 'Barb' Grave) и Марком Эбром. Позже к ним присоединился Майк Михэй, однако из-за разногласий с другими участниками Эбр и Михэй вскоре покинули коллектив. Для проведения европейского тура All Gone Dead пригласили нового гитариста Стива Поллитраму.
В 2006 году группа выпустила альбом Fallen and Forgotten, получивший положительные оценки европейских критиков, и с успехом выступила на фестивале Wave-Gotik-Treffen. Тем не менее, в феврале 2008 года на официальном блоге группы появилась заметка, написанная лидером группы Стичем, в которой он заявил, что коллектив выполнил все свои задачи и распускается. В настоящий момент бывшие участники группы занимаются другими музыкальными проектами.

## Участники
- Stich — вокал, программинг
- Barb (Djane Darlin' Grave) — бас-гитара, бэк-вокал, программинг
- Serena Fate — гитара
- Mark Abre — клавишные, бэк-вокал
- Mike Mihai — гитара
- Steve Pollytrama — гитара, бэк-вокал

## Дискография

### Альбомы
| Название                               | Релиз | Лейбл               |
| -------------------------------------- | ----- | ------------------- |
| Conceiving the Subversion (Демозапись) | 2005  | Strobelight Records |
| Fallen and Forgotten                   | 2006  | Strobelight Records |